# Leo Gabler
Leo Gabler, genannt Heini (* 11. Mai 1908 in Wien; † 7. Juni 1944 ebenda) war ein österreichischer Politiker (KPÖ) und Widerstandskämpfer gegen den Nationalsozialismus.

## Leben
Gabler absolvierte nach dem Ende seiner Schullaufbahn eine Ausbildung zum Taschner, die er 1926 beendete. Gabler fand in seinem Beruf keine Anstellung und war anschließend als Hilfsarbeiter tätig, unterbrochen von Phasen der Arbeitslosigkeit. Ab 1922 war Gabler Mitglied im Kommunistischen Jugendverband (KJV) und der Naturfreunde. Er wechselte im Juli 1927 vom Republikanischen Schutzbund zum Roten Frontkämpferbund. Gabler engagierte sich auch im Arbeitersportverein und nahm vom 12. bis 24. August 1928 in Moskau an der I. Internationalen Spartakiade der „Roten Sportinternationale“ (RSI) teil sowie in diesem Zeitraum am 6. Kongress der Kommunistischen Jugendinternationale (KJI). Wegen der Teilnahme an Arbeitslosen-Hungerdemonstrationen wurde Gabler 1929 zweimal kurzzeitig inhaftiert. Er gehörte ab 1929 der Wiener Leitung des KJV an. Gabler wurde 1929 in das Zentralkomitee der KPÖ kooptiert und 1931 in dieses Gremium gewählt. Später war er Mitglied im Sekretariat des ZK. Nach einer zusätzlichen Tätigkeit im Sekretariat des KJV wurde er 1935 Leiter des KJV. Zur Zeit des austrofaschistischen Ständestaates unter Engelbert Dollfuß wurde Gabler am 26. August 1934 festgenommen. Grund für Gablers Verhaftung war die bei ihm gefundene Schrift An die revolutionäre Jugend Wiens, die zum Widerstand und Demonstrationen gegen den Austrofaschismus aufrief. Nach einem Jahr Haft wurde Gabler in das Anhaltelager Wöllersdorf überführt, aus dem er im Sommer 1936 entlassen wurde. Danach zog er nach Prag, wo sich die Exil-Führung der KPÖ befand und reiste mehrmals von dort in die Sowjetunion. Später arbeitete er als Fotoreporter für die Zeitung UdSSR im Aufbau.
In Moskau besuchte er die Internationale Lenin-Schule und gehörte in Moskau zu den führenden österreichischen Exilkommunisten. Im Januar 1941 verließ er die Sowjetunion und reiste unter falschem Namen mit dem Flugzeug über Sofia, Belgrad und Agram zurück nach Österreich. Von dem Leiter der Sektion Österreich des Mitteleuropäischen Büros der Komintern in Moskau Johann Koplenig hatte Gabler den Auftrag erhalten, die KPÖ in Österreich zu reorganisieren. Ende Februar 1941 traf Gabler in Wien ein, nachdem einen Monat zuvor die illegale Parteileitung der KPÖ um Erwin Puschmann durch die Gestapo ausgehoben worden war. Gabler gelang es im Untergrund die illegale Parteiarbeit fortzusetzen. Gabler  entwickelte die sogenannte „Soldatenarbeit“, u. a. war er für Ausgaben der Roten Fahne und Weg und Ziel für Soldaten der Ostfront verantwortlich. Des Weiteren nahm er zur tschechischen Gruppe der KPÖ Kontakt auf, lehnte aber deren geplante Sabotageaktionen ab und befürwortete Streiks.
Am 20. Oktober 1941 wurde auch Gabler festgenommen und befand sich anschließend 17 Monate lang in Gestapo-Haft. Nach Verhören, die mit schlimmen Misshandlungen einhergingen, wurde er im Frühjahr 1943 in das KZ Mauthausen überführt. Im KZ Mauthausen gehörte er dem illegalen Lagerwiderstand an. Am 14. April 1944 wurde er nach Wien verbracht und dort am 15. April 1944 zum Tode verurteilt. Am 7. Juni 1944 wurde Gabler im Wiener Landgericht enthauptet. Gabler ist in der Gruppe 40 am Wiener Zentralfriedhof beigesetzt. Nach Kriegsende wurde dort ihm zur Ehrung ein Gedenkstein aufgestellt.
Gablers Name ist auf der Gedenktafel für die zwölf durch die Nationalsozialisten ermordeten Zentralkomiteemitglieder der KPÖ aufgeführt, die sich heute im Haus der KPÖ Wien 10 (Wielandschule) befindet.